# Medal of Honor: Pacific Assault
Medal of Honor: Pacific Assault är ett förstapersonsskjutspel, utvecklat av EA Los Angeles och utgivet av Electronic Arts. Spelet utspelar sig under andra världskriget vid händelserna i stilla havet och östasien. Spelet är det sjunde spelet i serien Medal of Honor. Huvudpersonen är Private Thomas Conlin som är marinsoldat för USMC.